# Hot reading
Hot reading is een methode die gehanteerd wordt in de waarzeggerij. Het is de tegenhanger van cold reading.
Hot reading houdt in dat een waarzegger van tevoren onderzoek doet naar de persoon die langskomt voor een consult. Zo kan de waarzegger inlichtingen inwinnen door:
- navraag te doen bij mensen uit de omgeving van de cliënt;
- een ander de cliënt te laten uithoren;
- het internet af te speuren naar informatie over de cliënt of zijn familie.

## Achtergrondinformatie
Het televisiemedium Robbert van den Broeke werd in 2005 van hot reading beschuldigd. Zo noemde hij tijdens een readingsessie in het programma Er is zoveel meer op RTL 4 de term "genverbrander". Een paar dagen na de uitzending bleek het woord op een website over iemands familiegeschiedenis te staan. Het bleek echter verkeerd gespeld. Er had namelijk "geneverbrander" (stoker van jenever) moeten staan.
Peter Popoff, een Amerikaanse gebedsgenezer die beweert mensen te helen tijdens grote shows die hem miljoenen aan inkomsten opleverden, werd ontmaskerd door skepticus en goochelaar James Randi. Met behulp van technologische apparatuur detecteerde James Randi radioberichten die verstuurd werden door Popoffs vrouw. Zij sprak met het publiek voor de show en seinde tijdens de show deze gegevens door naar een radio-ontvanger in het oor van Popoff. Nadat het schandaal bekend raakte, ging Popoff in minder dan een jaar bankroet.